# Chryseida aeneiventris
Chryseida aeneiventris är en stekelart som beskrevs av William Harris Ashmead 1904. Chryseida aeneiventris ingår i släktet Chryseida och familjen kragglanssteklar. Inga underarter finns listade i Catalogue of Life.